# Greenidea symplocosis
Greenidea symplocosis är en insektsart. Greenidea symplocosis ingår i släktet Greenidea och familjen långrörsbladlöss. Inga underarter finns listade i Catalogue of Life.